# Protection, Kansas
Protection là một thành phố thuộc quận Comanche, tiểu bang Kansas, Hoa Kỳ. Năm 2010, dân số của xã này là 514 người.

## Dân số
Dân số các năm:
- Năm 2000: 558 người
- Năm 2010: 514 người